# Ахмет-кан
Ахмет-кан је био кан Велике хорде од 1460. године до своје смрти 1481. године.
Године 1460. Ахмет је преузео власт у Великој хорди збацивши с власти Махмуд-кана, али иако га је збацио Махмуд му је задао доста мука и основао Астрахански канат. Тако да да се за време његове владавине наставило распадање Златне хорде, која се већ поделила на неколико независних кнежевина које су међусобно ратовале. На Волги је још одавно основан Казањски канат, а на Криму Гирејски. У Казању московска странка и Ахметова странка боре се непрекидно; московски велики кнез Иван III Васиљевич именовао је канове који су му били потпуно одани и које је он потпомагао у борби противу њихових супарника, штићеника Ахмета; то му је послужило као изговор да изврши пет војних похода на Казањ. Осим тога, он је нашао једног савезника против Ахмета у Менгли Гирају, кримскоме кану. Ускоро потом он се више не обазире на Велику хорду, ослабљену унутрашњим размирицама, и престаје да јој плаћа данак .
Иван уместо да побожно пољуби басму (вероватно неку врсту повеље, слике или можда и неког одела Ахметова), коју су му донели посланици Ахметови, бацио је себи под ноге и, изгрдивши посланике, избацио их је напоље, па је онда наредио да се ошишају и протерају из земље .
Због свега овог   кан Ахмет одлучи се тада да га казни, те по старом татарском обичају упаде у Русију . Он године 1480.   наиђе на војску Ивана III на обалама Угре. Разочаран уздржавањем Литваније на чију је помоћ рачунао, он се не смеде одлучити на започне борбу. И Иван III се исто тако колебао, и поред прекора који су му упућивали из Москве. Ахмет оконча ово стање повлачећи се са својом војском. Отада московски кнез неће више плаћати данак . После овог узалудног кановог похода, иако се кнез донекле понео као кукавица , Татарскоме јарму у Русији дошао је крај , и потпуна независност Москве била је постигнута. Од тог времена Иван се почео именовати „самодржац” , реч која је у то време значила независност према сваком   непријатаљском  туђинском владару , без обзира на унутрашње уређење државе .
До душе још и даље Москва је морала да страда од различних каната и да и крв и новац и скупо крзно жртвује, бранећи своје пределе, односно купујући своју сигурност, али то је бивало све само с времена на време .
Године 1481. Ахмет-кан је умро, а на престолу Велике хорде су га наследили синови Саид-Ахмед II и Шеик-Ахмед, који су се непрестано до краја Велике хорде борили за власт.